# Парламентские выборы в Германии (1932, ноябрь)
Вторые выборы в рейхстаг 1932 года — парламентские выборы в Германии, состоявшиеся 6 ноября 1932 года. Выборы продемонстрировали значительное падение популярности НСДАП и небольшой рост популярности Коммунистической партии, а также консервативно-монархической Национальной народной партии.
Это были последние свободные и справедливые общегерманские выборы перед нацистским захватом власти 30 января 1933 года, поскольку следующие выборы марта 1933 года уже сопровождались массовым подавлением, особенно коммунистических и социал-демократических политиков. Следующие свободные выборы не проводились до августа 1949 года в Западной Германии; следующие свободные всегерманские выборы состоялись в декабре 1990 года после воссоединения.
Франц фон Папен, бывший член Партии католического центра, занимая пост канцлера Германии ещё с июня, управлял без парламентской поддержки, опираясь на законодательные декреты, обнародованные рейхспрезидентом Паулем фон Гинденбургом в соответствии со статьёй 48 Веймарской Конституции. Тем не менее 12 сентября 1932 года он попросил президента распустить рейхстаг, чтобы опередить выдвинутый Коммунистической партией вотум недоверия (ожидалось, что такой вотум мог пройти, так как голосовать против кабинета собирались ещё и национал-социалисты, надеявшиеся укрепить свои электоральные позиции на новых выборах). Таким образом, через два месяца после роспуска парламента в сентябре, в ноябре 1932 года были проведены выборы. В результате четыре поддерживавшие кабинет фон Папена партии получили лишь 26 % мест в рейхстаге (партия Центра — 70 мест, НННП — 51 место, БНП — 20 мест, ННП — 11 мест из 584; НДП и СДПГ, несмотря на поддержку Гинденбурга на президентских выборах, остались в оппозиции к кабинету).
Результаты выборов оказались большим разочарованием не только для фон Папена, но и для нацистов. Хотя они формально и выиграли эти выборы, снова став крупнейшей партией в рейхстаге, но голосов избирателей и, как следствие, парламентских мест нацисты получили меньше, чем раньше, и возможность сформировать независимую от президента правительственную коалицию в Рейхстаге у них не появилась. Тем не менее, НСДАП и КПГ, заявившие о нежелании сотрудничать как друг с другом, так и с остальными партиями, суммарно получили 50,7 % мест, что означало невозможность формирования коалиции любого парламентского большинства, не нуждающегося в поддержке президента. Более того, оставалась опасность вотума недоверия кабинету со стороны двух указанных партий.
17 ноября не получивший парламентского большинства канцлер фон Папен ушел в отставку, и после длительных переговоров 2 декабря 1932 года его сменил министр обороны Курт фон Шлейхер. В декабре 1932 года он провёл переговоры с левым крылом национал-социалистической партии во главе с Грегором Штрассером с целью создания более широкой коалиции. Эти планы потерпели неудачу. Когда Гитлер снял Штрассера со всех партийных постов, выяснилось, что кабинет Шлейхера утратил поддержку НННП и не получил поддержки других партий. В середине января Гитлер заявил фон Папену своё согласие вступить в поддержанную президентом правительственную коалицию и направил предложение о переговорах с тем условием, что посты канцлера и министра внутренних дел останутся за национал-социалистами. Согласие Гинденбурга сформировать кабинет Гитлера было получено 30 января 1933 года.

## Результаты
|                                                                          |                                                   |            |        |               |  |  |  |
| Партия                                                                   | Партия                                            | Голосов    | %      | Мест получено |  |  |  |
|                                                                          | Национал-социалистическая немецкая рабочая партия | 11 737 021 | 33,09  | 196           |  |  |  |
|                                                                          | Социал-демократическая партия Германии            | 7 247 901  | 20,43  | 121           |  |  |  |
|                                                                          | Коммунистическая партия Германии                  | 5 980 239  | 16,86  | 100           |  |  |  |
|                                                                          | Партия Центра                                     | 4 230 545  | 11,93  | 70            |  |  |  |
|                                                                          | Немецкая национальная народная партия             | 2 959 053  | 8,34   | 51            |  |  |  |
|                                                                          | Баварская народная партия                         | 1 094 597  | 3,09   | 20            |  |  |  |
|                                                                          | Немецкая народная партия                          | 660 889    | 1,86   | 11            |  |  |  |
|                                                                          | Христианско-социальная народная служба            | 403 666    | 1,14   | 5             |  |  |  |
|                                                                          | Немецкая государственная партия                   | 336 447    | 0,95   | 2             |  |  |  |
|                                                                          | Партия немецких фермеров                          | 149 026    | 0,42   | 3             |  |  |  |
|                                                                          | Имперская партия немецкого среднего класса        | 110 309    | 0,31   | 1             |  |  |  |
|                                                                          | Аграрная лига                                     | 105 220    | 0,30   | 2             |  |  |  |
|                                                                          | Немецкая ганноверская партия                      | 63 966     | 0,18   | 1             |  |  |  |
|                                                                          | Радикальный средний класс                         | 60 246     | 0,17   | 0             |  |  |  |
|                                                                          | Тюрингская аграрная лига                          | 60 062     | 0,17   | 1             |  |  |  |
|                                                                          | Христианско-национальная и фермерская партия      | 46 382     | 0,13   | 0             |  |  |  |
|                                                                          | Народная партия справедливости                    | 46 202     | 0,13   | 0             |  |  |  |
|                                                                          | Социалистическая рабочая партия Германии          | 45 201     | 0,13   | 0             |  |  |  |
|                                                                          | Польский список                                   | 32 988     | 0,09   | 0             |  |  |  |
|                                                                          | Прочие партии                                     | 62 639     | 0,18   | 0             |  |  |  |
|                                                                          |                                                   |            |        |               |  |  |  |
| Действительных бюллетеней                                                | Действительных бюллетеней                         | 35 470 788 | 99,20  |               |  |  |  |
| Недействительных бюллетеней                                              | Недействительных бюллетеней                       | 287 471    | 0,80   |               |  |  |  |
| Всего бюллетеней                                                         | Всего бюллетеней                                  | 35 758 259 | 100,00 | 584           |  |  |  |
| Явка избирателей                                                         | Явка избирателей                                  | 44 374 085 | 80,58  |               |  |  |  |
| Источник: Gonschior.de Архивная копия от 23 июня 2017 на Wayback Machine |                                                   |            |        |               |  |  |  |